# Polygamus punctipennis
Polygamus punctipennis är en insektsart som beskrevs av George Clifford Carl 1914. Polygamus punctipennis ingår i släktet Polygamus och familjen vårtbitare. Inga underarter finns listade i Catalogue of Life.